# Die Liebe von Abu ʿIsa zu Qurrat al-ʿAin
Die Liebe von Abu ʿIsa zu Qurrat al-ʿAin ist eine Geschichte aus den Märchen aus Tausendundeiner Nacht. In der Arabian Nights Encyclopedia wird es als ANE 148 geführt.
Die Erzählung berichtet von der Liebe zwischen Abu ʿIsa Muhammad, einem Sohn des fünften Abbasiden-Kalifen Harun al-Raschid und der Sklavin Qurrat al-ʿAin. Um seine Geliebte zu erlangen, nutzt er den Einfluss seines Halbbruders, des siebten Abbasiden-Kalifen al-Ma'mun.

## Handlung
Amr ibn Ma'ada berichtete: Während der Regierungszeit des siebten Abbasiden-Kalifen al-Ma'mun war dessen Halbbruder Abu ʿIsa in eine Sklavin namens Qurrat al-ʿAin verliebt und sie in ihn. Qurrat al-ʿAin gehörte als Sklavin jedoch Ali ibn Hischam, einem militärischen Befehlshaber des Kalifen und es war Abu ʿIsa nicht gelungen, diesen dazu zu überreden, ihm seine Sklavin zu übergeben. Ihre Liebe war geheim und Abu ʿIsa gab sich alle Mühe, dass es so blieb, auch aus Stolz. Schließlich überkam ihn jedoch die Leidenschaft und als er keinen Rat mehr wusste, ging er in der Staatsversammlung zu seinem Bruder al-Ma'mun und schlug diesem vor, dass er seine Befehlshaber überraschenderweise besuchen sollte, um zu sehen, ob sie sich ihm als würdig erwiesen. Al-Ma'mun nahm den Vorschlag seines Bruders und reiste mit einer Schar seiner Hofleute und seinem Bruder Abu ʿIsa zu seinen Befehlshabern.
Schließlich kamen sie auch zu Ali ibn Hischam, der sie großzügig bewirtete und schließlich zur Unterhaltung nach Sängersklavinnen rief, damit sie die Gäste unterhielten. Viermal ließ Ali ibn Hischam hintereinander jeweils zehn Sängersklavinnen auftreten und der Kalif war stets entzückt von ihrer Schönheit und Gesang- und Dichtkunst. Als der Kalif wieder gehen wollte, erklärte Ali ibn Hischam ihm, dass er noch eine Sklavin habe, die ihn zehntausend Dinare gekostet und sein Herz ganz und gar gefangen habe. Dem Kalifen verkündete er, dass er sie ihm zeigen und – sofern er es wolle – ihm übergeben würde. Al-Ma'mun stimmte zu und Ali ibn Hischam ließ die Sklavin hereinbitten.
Während alle anderen Anwesenden von Ehrfurcht ob der Schönheit und Anmut des Sklavenmädchens ergriffen waren, wurde Abu ʿIsa bleich und sein Herz pochte vor Schmerz, als er seine Geliebte, die Sklavin Qurrat al-ʿAin den Raum betreten sah. Verwundert stellte al-Ma'mun das veränderte Wesen seines Bruders fest, der schließlich heftig zu weinen begann, als seine Geliebte für den Kalifen Verse dichtete. Schließlich begann er selbst Verse der Liebe zu dichten und Ali ibn Hischam erkannte, dass sein Gast das Mädchen über alles liebte. Da bot er Abu ʿIsa an, ihm die Sklavin Qurrat al-ʿAin zu schenken, sofern der Kalif al-Ma'mun nicht sie begehre. Dieser erklärte, dass selbst wenn, er seinem Bruder den Vorzug geben würde. So übergab Ali ibn Hischam das Mädchen ihren Geliebten und das Liebespaar war glücklich vereint.

## Historischer Hintergrund
Abū Dschaʿfar Muhammad ibn Dscharīr at-Tabarī (839–923) erwähnt in seinem epochalen Geschichtswerk, dass Abu ʿIsa Muhammad ein Sohn Harun al-Raschids mit der Sklavin und Konkubine Irbah war. Qurrat al-ʿAin war Tochter einer ethnisch gemischten Abstammung und eine Favoritin des achten Abbasiden-Kalifen Al-Muʿtasim.

## Herkunft
Die Geschichte um Abu ʿIsa und Qurrat al-ʿAin findet sich in den ägyptischen Handschriften von Tausendundeine Nacht sowie in den frühen arabischen Druckausgaben aus dem 19. Jahrhundert. Die Kalkutta II-Edition diente Richard Francis Burton und Enno Littmann für ihre Sammlungen.

## Wissenswertes
Der Name Qurrat al-ʿAin (Ruhe des Auges) ist ein klassisch-arabischer weiblicher Sklavenname.